# The Fisheries Broadcast

The Fisheries Broadcast (littéralement, L'Émission des pêcheries) est une émission radiophonique canadienne diffusée depuis Saint-Jean à Terre-Neuve-et-Labrador. Elle est en ondes depuis 1951, ce qui en fait la plus longue émission de radio nord-américaine. Pendant plusieurs années, elle s'appelait The Fisherman's Broadcast (littéralement, L'Émission du pêcheur), et était surnommée The Broadcast. 
En 2011, son animateur est John Furlong. Elle est diffusée par CBC Radio One à Terre-Neuve-et-Labrador tous les jours de la semaine à partir de 17 h 30 (17 h au Labrador).